# 腺毛蹄盖蕨
腺毛蹄盖蕨（学名：Athyrium glandulosum）为蹄盖蕨科蹄盖蕨属下的一个种。

## 扩展阅读
- 維基物種上的相關：腺毛蹄盖蕨